# Монтезано-сулла-Марчеллана
Монтезано-сулла-Марчеллана (італ. Montesano sulla Marcellana) — муніципалітет в Італії, у регіоні Кампанія, провінція Салерно.
Монтезано-сулла-Марчеллана розташоване на відстані близько 330 км на південний схід від Рима, 140 км на південний схід від Неаполя, 95 км на південний схід від Салерно.
Населення — 6770 осіб (2014).
Покровитель — святий Миколай.

## Демографія
Населення за роками:

Станом на 1 січня 2023 року в муніципалітеті офіційно проживало 220 іноземців з 27 країн, серед них 90 громадян країн Євросоюзу та 15 громадян України.

## Сусідні муніципалітети
- Буонабітаколо
- Казальбуоно
- Грументо-Нова
- Лагонегро
- Молітерно
- Падула
- Санца
- Трамутола